# Projector
Projector е четвъртият дългосвирещ студиен албум на шведската мелодик дет метъл група Dark Tranquillity, издаден през 1999 г. Това е първият албум с Мартин Хенриксон като китарист и с новите членове Михаел Никласон (бас) и Мартин Брендстрьом (клавири). Стилът му е голямо отклонение от предишните записи на групата – често се използват пиано, чисти китари и чисти вокали на мястото на крясъците и бързите рифове. Поради това, албумът е посрещнат със смесени чувства от слушателите. След него, чистите вокали са почти изоставени, но пианото и синтезаторът стават неизменна част от звука на Dark Tranquillity.